# Schmalegg (Adelsgeschlecht)

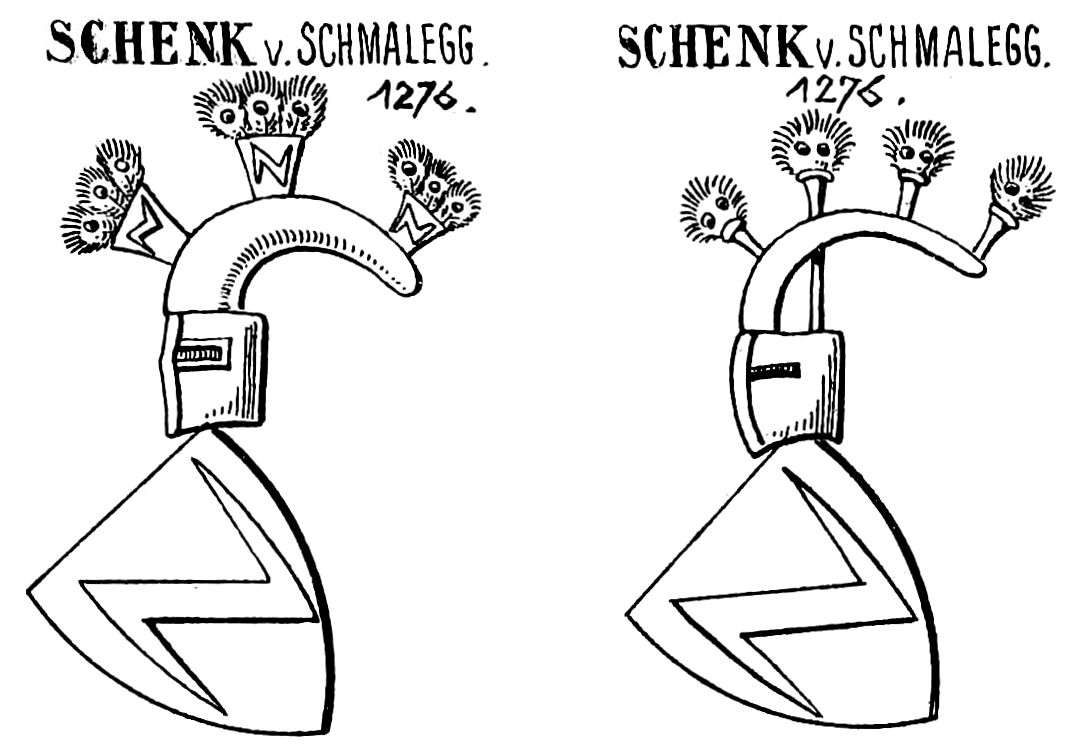
Wappen der Schenk von Schmalegg

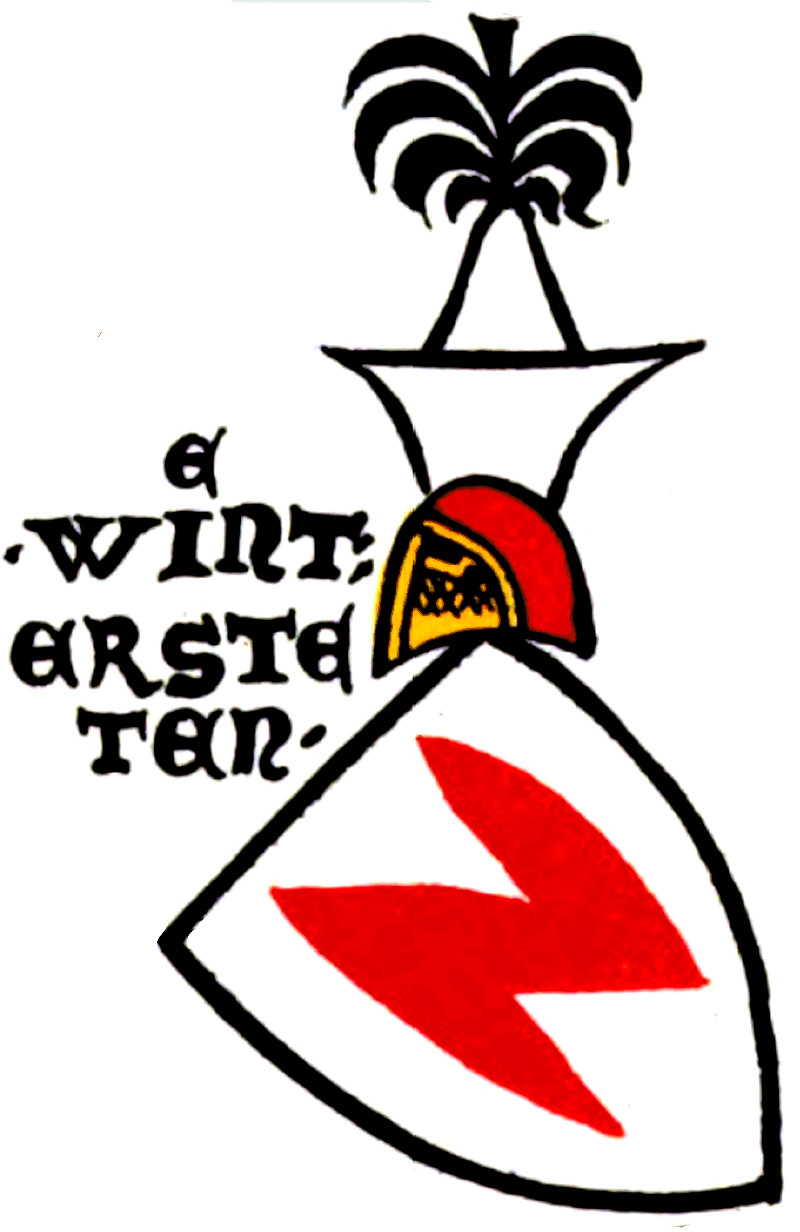
Wappen der Schenk von Winterstetten in der Zürcher Wappenrolle, ca. 1340

Die Ritter und Schenken von Schmalegg, nach 1243 auch von Winterstetten, waren ein schwäbisches Adelsgeschlecht. Die Stammburg des ursprünglich welfisch-staufischen Ministerialengeschlechts, das seit der Mitte des 12. Jahrhunderts urkundlich belegt ist, war die Burg Schmalegg bei dem Ortsteil Schmalegg der Stadt Ravensburg im Landkreis Ravensburg in Oberschwaben.

## Stammliste

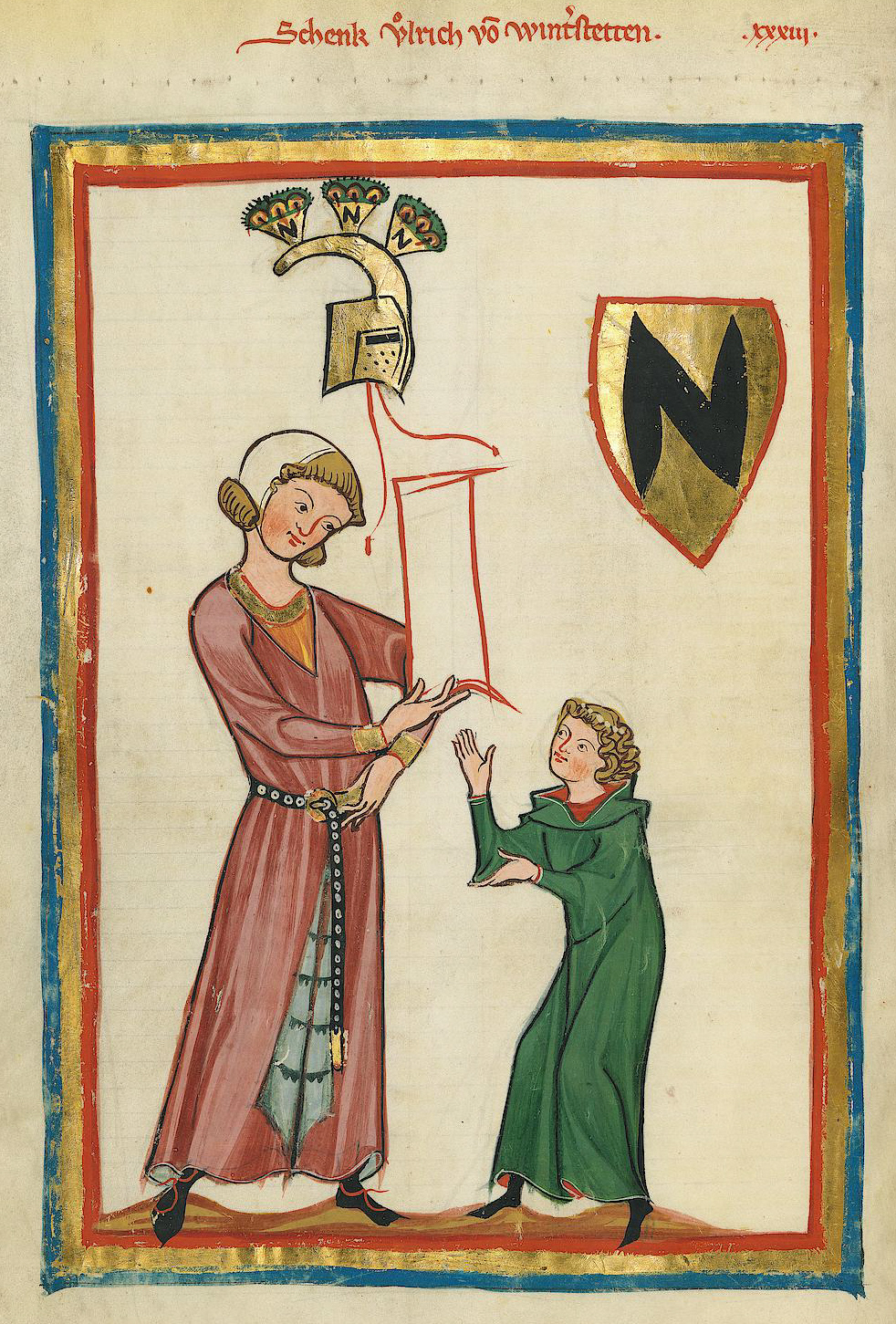
Ulrich von Winterstetten (Codex Manesse, Anfang 14. Jh.)

- Eppo (Eberhard) von Schmalegg († um 1148)
  - Konrad von Schmalegg (1147–1156)[1]
  - Rudolf von Schmalegg
    - ...
      - Heinrich I. von Schmalegg († um 1218) ⚭ Mathilde von Kallendin, ⚭ Mechtilde von Pappenheim
        - Konrad von Schmalegg († zwischen 1243 und 1250) ⚭ 1218 Irmgard von Winterstetten
          - Heinrich II. von Schmalegg († um 1296)
            - Konrad von Schmalegg-Biegenburg
              - Heinrich von Schmalegg-Biegenburg
              - Guta von Schmalegg-Biegenburg

            - Heinrich von Schmalegg-Ittendorf
              - Ulrich von Schmalegg-Ittendorf
              - Heinrich von Schmalegg-Ittendorf (um 1352)
                - Ursula von Schmalegg-Ittendorf ⚭ 1397 Ulrich Ritter von Hörningen[2]

            - Albert von Schmalegg
            - Johannes von Schmalegg
            - Albrecht von Schmalegg

          - Konrad von Schmalegg-Winterstetten
            - ...
              - (?) Schenkin von Winterstetten (1786–1879) ⚭ (?) Freiherr Schenk zu Schweinsberg

          - Rudolf von Schmalegg-Tanne († um 1280)
          - Hermann von Schmalegg-Otterswang († um 1296)
            - Ulrich von Schmalegg-Otterswang

          - Eberhard von Schmalegg
          - Ulrich von Winterstetten
          - Mathilde von Schmalegg
          - Gutta von Schmalegg
          - Elisabeth von Schmalegg
          - Engelburg von Schmalegg ⚭ zwischen 1241 und 1244 Heinrich II. von Biegenburg († um 1270)[3]

## Erloschene Linien
- Schmalegg (1. Hälfte des 15. Jahrhunderts erloschen)
- Schmalegg-Winterstetten (2. Hälfte des 19. Jahrhunderts erloschen)
- Schmalegg-Tanne (2. Hälfte des 13. Jahrhunderts erloschen)
- Schmalegg-Otterswang (1. Hälfte des 14. Jahrhunderts erloschen)

## Lebende Linien
Keine im Mannesstamm.

## Wappen
Das Stammwappen der Ritter von Schmalegg wird als ein dreieckiger, nach rechts geneigter Schild beschrieben, der ein auf Goldgrund liegendes Gebilde zeigt, das als Wolfsangel bzw. Mauerhaken gedeutet werden kann. Auf der linken oberen Ecke des Schilds sitzt ein Topfhelm, aus dem ein nach hinten gebogenes Horn herausragt. Das Horn trägt drei kleine Schilde die wiederum den Mauerhaken zeigen und mit je drei Pfauenfedern besetzt sind. Von diesem Wappen wurde das frühere Gemeindewappen von Schmalegg abgeleitet.

## Burgen im Besitz der Familie
Zu den Burgen des Hauses Schmalegg gehörten:
- Burg Schmalegg in Schmalegg, Stammburg der Familie
- Burg Winterstetten in Winterstettenstadt
- Biegenburg in Blitzenreute
- Burg Ittendorf in Ittendorf
- Burg Otterswang in Otterswang
- Burg Hohentann in Alttann
- Burg Neutann in Wolfegg
- Burg Bermatingen in Bermatingen

## Persönlichkeiten
- Konrad von Schmalegg
- Ulrich von Winterstetten